# وگرشی
وگرشی (به لاتین: Vegårshei) یک سکونتگاه مسکونی در نروژ است که در اوست آدر واقع شده‌است.

## خصوصیات
وگرشی ۳۵۵٫۶۵ کیلومترمربع مساحت و ۱٬۸۸۶ نفر جمعیت دارد.